# Saori Yoshida
Saori Yoshida (em japonês:  吉田 沙保里, Yoshida Saori; Tsu, 5 de outubro de 1982) é uma lutadora de estilo-livre japonesa, tricampeã olímpica, tetracampeã dos Jogos Asiáticos e treze vezes campeã mundial. Em toda carreira internacional perdeu apenas três lutas.

## Carreira
Yoshida competiu na Rio 2016, na qual conquistou a medalha de prata, na categoria até 53 kg, perdendo surpreendentemente para Helen Maroulis. Foi campeã olímpica em 2004, 2008 e 2012 e no Rio de Janeiro buscava o tetracampeonato olímpico.